# Benito Cereno
Benito Cereno è un romanzo breve di Herman Melville. Fu pubblicato a puntate sul Putnam's Monthly nel 1855 e poi incluso, leggermente rivisitato, nella raccolta The Piazza Tales (1856).

## Contesto
Il racconto è incentrato su una rivolta di schiavi a bordo di un mercantile spagnolo realmente avvenuta nel 1799 e, a causa della sua ambiguità, è stato letto da alcuni come un testo razzista, da altri invece come abolizionista. I primi critici, invece, avevano visto in Benito Cereno un racconto che esplora la malvagità umana e non ha niente a che vedere col tema razziale.
Il più recente biografo di Melville, Andrew Delbanco, sottolinea l'attualità di Benito Cereno in un mondo post-11 settembre: «Nella nostra epoca di terrore e torture, Benito Cereno emerge come l'opera più significativa di Melville: la storia di uomini disperati in preda a una furia vendicativa che i loro nemici non riescono a comprendere.»
La fonte principale della trama e di parte del testo fu Narrative of Voyages and Travels, in the Northern and Southern Hemispheres del capitano Amasa Delano, anche se Benito Cereno contiene aggiunte e variazioni fondamentali che lo rendono un testo del tutto diverso. Il cambiamento più significativo sta nel narratore, o meglio nel modo in cui la vicenda è narrata: l'informazione cruciale della rivolta degli schiavi in cui sono stati uccisi tutti i comandanti dell'equipaggio spagnolo eccetto il capitano Don Benito Cereno, è tenuta nascosta al lettore. Gli spagnoli superstiti, e in special modo Cereno, afasico e confuso, sono costretti a recitare una parte al cospetto dell'americano Amasa Delano, che all'inizio della narrazione si accosta alla nave spagnola per prestare soccorso.
Il narratore assume il punto di vista di Delano per tutta la prima parte del racconto e rimane perciò limitato a ciò che Delano vede (o meglio, non vede). Delano rappresenta un'incarnazione dell'innocenza della Nuova Inghilterra, che è stata anche letta come strategia per conquistare il potere coloniale sia sulla Spagna che sugli Africani nel Nuovo Mondo.
Babo, che recita la parte del fedele servitore del capitano iberico (il quale rappresenta la decadente aristocrazia europea), è la mente che dirige sia la rivolta che la conseguente messinscena. Gli schiavi africani hanno ucciso il loro "proprietario", Alexandro Aranda, e altri ufficiali della nave per costringere il capitano e il resto dell'equipaggio a riportarli in Africa.
Per i primi commentatori, Babo rappresentava il male, ma la critica più recente vede Babo come l'eroico leader di una rivolta di schiavi, il cui tragico fallimento non sminuisce il coraggio e l'astuzia dei ribelli. Sovvertendo gli stereotipi razziali dell'epoca, Melville descrive Babo come un uomo fisicamente debole ma di grande intelligenza, e la sua testa (che nel tragico finale è impalata su un arpione), un "alveare di sagacia". All'opposto, il "civilizzato" americano Delano è raggirato da Babo e i suoi compagni per tutta la narrazione, e solo alla fine riesce ad avere la meglio e a liberare Cereno con l'uso della forza bruta.

## Edizioni italiane
- Benito Cereno, traduzione di Cesare Pavese, Torino, Einaudi, 1940; a cura di Guido Carboni, Collana Einaudi Tascabili. Serie bilingue, Einaudi, 1997; Collana Biblioteca Moderna, Mondadori, 1958; prefazione di Giulio Giorello, Atlantide Editoriale, 1995; a cura di Ottavio Fatica, Collana Scrittori tradotti da scrittori, Einaudi, 1997.
- Benito Cereno ed altri racconti, traduzione di Orsola Nemi e Henry Furst, Longanesi, Milano, 1951
- Benito Cereno. Billy Budd, traduzione di Mariella Segre e Laura Della Rosa, Gherardo Casini, Roma, 1966; Curcio, Roma, 1979; Passigli, 1986-1998.
- Benito Cereno, a cura di Mario Materassi, Firenze, La Nuova Italia, 1969.
- Due storie di marinai. Benito Cereno • Billy Budd, Milano, Mursia, 1971.
- Due marinai. Billy Budd. Benito Cereno, traduzione di Piero Pieroni, Collana Giovanissimi n.9, Firenze, Vallecchi, 1973.
- Benito Cereno. Billy Budd, traduzione di Ruggero Bianchi, Collana I grandi libri, Milano, Garzanti, 1974.
- Benito Cereno, traduzione di Bruno Tasso, Introduzione e note di Vito Amoruso, BUR, Milano, 1979; Postfazione di Beniamino Placido, Collana Classici Moderni, BUR, 2011.
- Benito Cereno, traduzione e cura di Roberto Mussapi, Collana Universale Economica. I Classici, Feltrinelli, Milano, 1992.
- Benito Cereno, a cura di Margherita Sboarina, Morano, 1994.
- Benito Cereno. Daniel Orme. Billy Budd, a cura di Massimo Bacigalupo, Collana Oscar Classici, Milano, Mondadori, 1998-2019, ISBN 978-88-047-1571-9.
- Bartleby, lo scrivano. Benito Cereno, traduzione di Gianna Lonza, Collana I grandi libri, Milano, Garzanti, 1994.
- Benito Cereno e Billy Budd, traduzione di G. Buzzi, Milano, BCDalai, 2005.
- Benito Cereno, traduzione di Massimo Bacigalupo, Introduzione di Giancarlo De Cataldo, Roma, La Biblioteca di Repubblica, 2011.
- Benito Cereno, testo a fronte, traduzione di Luigi Ballerini, Collana Letteratura Universale. Frecce, Venezia, Marsilio, 2012, ISBN 978-88-317-1223-1.
- Bartleby. Benito Cereno, a cura di Luciana Pirè, Firenze, Giunti, 2014, ISBN 978-88-097-9265-4.
- Benito Cereno, traduzione di Cesare Pavese, postfazione di Dario Pontuale, nota di Riccardo Duranti, Avagliano, Roma, 2021.
- Benito Cereno, traduzione di Michele Mari, Collana Classici, Milano-Firenze, Bompiani, 2023, ISBN 978-88-301-1959-8.